# Doris Matsui

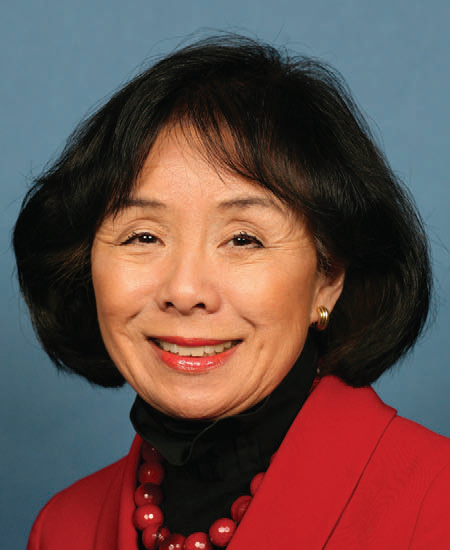
Doris Matsui (2009)

Doris Okada Matsui (* 25. September 1944 im Yuma County, Arizona) ist eine US-amerikanische Politikerin. Seit 2005 vertritt sie den Bundesstaat Kalifornien im US-Repräsentantenhaus.

## Werdegang
Doris Matsui wurde in einem Internierungslager für japanischstämmige Amerikaner im heutigen La Paz County geboren. Sie wuchs in Dinuba (Kalifornien) auf und studierte später an der University of California in Berkeley Psychologie. Sie heiratete den späteren Kongressabgeordneten Bob Matsui, mit dem sie einen Sohn hat. Bis zur Wahl ihres Mannes in das US-Repräsentantenhaus war sie in Kalifornien Hausfrau und Mutter. Nachdem ihr Mann im Jahr 1979 in den Kongress gewählt worden war, zog sie mit ihm in die Bundeshauptstadt Washington, D.C., wo sie ihrerseits eine eigene politische Laufbahn als Mitglied der Demokratischen Partei begann. Sie engagierte sich im Präsidentschaftswahlkampf von 1992 für Bill Clinton und wurde nach dessen Wahlsieg zwischen 1993 und 1998 Mitglied im Stab des Weißen Hauses. Danach arbeitete sie als Lobbyistin in der Bundeshauptstadt.
Nach dem Tod ihres Mannes wurde Doris Matsui bei der fälligen Nachwahl für den fünften Sitz von Kalifornien als dessen Nachfolgerin in das US-Repräsentantenhaus in Washington gewählt, wo sie am 8. März 2005 ihr neues Mandat antrat. Nach bisher zehn Wiederwahlen in den Jahren 2006 bis einschließlich 2024 kann sie ihr Amt bis heute ausüben. Ihre neue Legislaturperiode im Repräsentantenhaus des 119. Kongresses läuft bis zum 3. Januar 2027. Matsui vertrat bis 2013 den 5. Kongresswahlbezirk von Kalifornien, seitdem ist sie Abgeordnete des 6. Kongresswahlbezirks. Sie ist bzw. war Mitglied im Ausschuss für Energie und Handel sowie in zwei Unterausschüssen. Außerdem gehörte sie dem Congressional Asian Pacific American Caucus an.